# Kate Beavon
Kate Jean Beavon (17 de abril de 2000) es una nadadora sudafricana. Compitió en la modalidad de 400 metros estilo libre en el Campeonato Mundial de Natación de 2017. Además representó a su país en los Juegos Olímpicos de la Juventud 2018 celebrados en Buenos Aires, Argentina, donde compitió en las modalidades de 200, 400 y 800 metros estilo libre.